# Harlan Carey Brewster
Pour les articles homonymes, voir Brewster.
Harlan Carey Brewster (né le 10 novembre 1870 et mort le 1er mars 1918) est un homme politique canadien du parti libéral.
Il est premier ministre de la Colombie-Britannique du 23 novembre 1916 au 1er mars 1918, date à laquelle il est mort dans l'exercice de ses fonctions, Il est le quatrième premier ministre britanno-colombien à mourir en fonctions après William Smithe, Alexander Edmund Batson Davie et John Robson.

## Biographie

### Premières années
Né dans le comté d'Albert au Nouveau-Brunswick, Brewster s'initie dès ses plus jeunes années au métier de marin au chantier naval où travaille son père et également en tant qu'apprenti typographe au Weekly Observer et au Boston Herald pendant trois ans. Des troubles oculaires le forcent cependant à quitter la typographie et c'est à ce moment qu'il décide de s'installer à Victoria en Colombie-Britannique. Sur place, il travaille comme commissaire dans un caboteur à vapeur. Il travaille aussi comme directeur d'un comptoir de traite et dans une conserverie à saumon du fleuve Skeena. En 1902, il est cofondateur de la Clayoquot Sound Canning Company Limited et finit par en devenir directeur.

### Carrière politique
Ayant acquis une certaine notoriété sur l'île de Vancouver, il parvient à se faire élire député d'Alberni. Il devient chef du Parti libéral de la Colombie-Britannique en mars 1912, mais il subit la défaite, ainsi que tout son parti, face à Richard McBride lors des élections de la même année. Néanmoins reconduit dans ses fonctions de chef, il retombe en campagne en critiquant la mauvaise administration des Conservateurs et en préconisant des réformes comme la nationalisation des chemins de fer, un soutien accru pour l'agriculture, l'interruption de l'immigration japonaise et la fin de la dilapidation des richesses naturelles de la province.
Élu lors d'une élection partielle suivant la démission de McBride dans Victoria, il s'engage à soutenir le suffrage féminin, à améliorer les lois de protections des travailleurs, à mettre fin au favoritisme et à tenir des consultations populaires.

### Premier ministre
Conservant sensiblement la même plateforme lors des élections générales suivantes, son parti remporte plus de 50 % du vote populaire et 36 des 45 sièges de l'Assemblée législative. À la suite de la démission de William John Bowser, il devient premier ministre et se dote d'un cabinet solide avec John Oliver, John Duncan MacLean et Thomas Dufferin Pattullo. Brewster se considérait comme un « directeur administratif » plutôt que comme un premier ministre.
Après la mort du ministre des Finances Ralph Smith, Brewster assume lui-même le rôle et entreprend un vaste programme de coupure des dépenses et d'augmentation d'impôt afin d'équilibrer le budget.
En 1917, les élections et deux questions référendaire se font simultanément, dont la question du vote des femmes qui leur sera octroyé le 5 avril. Il présente aussi le Equal Guardianship of Infants Act et en fait la promotion en nommant des femmes à des postes importants dont Helen Gregory MacGill au poste de juge du tribunal de la jeunesse.
Malgré l'adoption de près de 80 projets de loi issus des promesses et du discours du trône, le gouvernement Brewster fait de plus en plus face à des dissensions au sein du caucus. De plus, lors des quatre élections partielles disputées, les Libéraux ne pouvaient revendiquer qu'une victoire en demi-teinte avec l'élection de Mary Ellen Smith, veuve de Ralph Smith qui s'était présentée comme candidate indépendante avec l'appui des Libéraux.
Sur le plan fédéral, Brewster semblait plutôt ambivalent. Il admirait Wilfrid Laurier, mais aurait aimé entrer au cabinet de coalition de Robert Borden. Cette nomination sera contrecarrée par les Conservateurs de l'Ouest qui ne la souhaitaient guère.
Brewster meurt à Calgary alors qu'il est premier ministre en exercice en mars 1918 et est inhumé au cimetière Ross Bay. Il appartenait à la franc-maçonnerie.